# Петър Цончев
Петър Цончев Пенчов е български лекар, писател и известен краевед на Габровския регион, изтъкнат общественик и щедър дарител.

## Биография
Роден е на 8 ноември 1867 г. в Габрово в семейството на Цончо Пенчов – съдия, кмет на града и политик. През 1889 завършва Априловската гимназия. Записва медицина в Киев като априловски стипендиант и се дипломира през 1894 г.
Бил е директор на Народното здраве (1923), член на Върховния медицински съвет (1924 – 1929) и член на Висшия медицински съвет (1929 – 1931). Негово произведение са книгите „Из стопанското минало на Габрово“ (1929) и „Из общественото и културно минало на Габрово“ (1934).
Намира вечен покой на 80-годишна възраст в София на 22 септември 1947 г.

## Заслуги и постижения
На 1 юли 1899 г. е назначен за околийски лекар в гр. Горна Оряховица, където открива трикласна болница. По този повод е награден от цар Фердинанд с орден „За гражданска заслуга“ V степен. Там работи до 1899 г.
През 1895 г. е публикувана първата му статия на медицинска тематика в сп. „Медицински сборник“, кн. 8.
От 1889 г. става околийски и болничен лекар в Габрово. Още с идването си възобновява дружество „Червен кръст“, на което става председател.
Заедно с д-р Т. Петров редактира сп. „Съвременна хигиена“ в гр. София.
На 1 септември 1911 г. става училищен лекар и лектор по професиоанална хигиена в механо-техническото училище „Д-р Никола Василиади“. Пръв повдига въпроса за построяване на новото училищно здание.
От 13 февруари 1912 г. започва работа като учител – лекар в Априловската гимназия.
Женен е за Стоянка Иванова Калпазанова – третата дъщеря и пето дете на Велика Стоянова и Иван Калпазанов – основателят на Първата модерна фабрика за текстил в Габрово и в новоосвободеното Княжество България. Известно време е член на управителния съвет на фабриката, на която дългогодишен директор е неговият зет Васил Карагьозов.
През периода 1912 – 1913 г. Балканската война/ е началник на IV полева болница при Девета плевенска дивизия.
Натрупаният опит до този момент му дава възможност да продължи своето кариерно развитие. От 12 септември 1915 г. до 13 август 1918 г. д-р Цончев заема длъжността Началник на XV местна военна болница в гр. София.
На 5 юли 1920 г. по негова инициатива група ентусиазирани габровци се събират в Априловската гимназия и решават да се основе Историографско дружество. Съвместно с Еким Андрейчин поставят началото на музея към дружеството /1923 г./. През 1929 г. музейната сбирка се слива с тази на Априловската гимназия.
От 4 юли 1923 г. до 4 ноември 1923 г. е Директор на народното здраве.
През периода 1924 – 1929 е член на Върховния медицински съвет. Между 1929 и 1931 е член на Висшия медицински съвет.
По негово искане на 3 януари 1926 г. е възобновена Габровската дружба в гр. София, на която е председател до 1932 г., след което е провъзгласен за почетен председател.
През 1929 г. е отпечатан неговият труд „Из стопанското минало на Габрово“.
През 1934 г. излиза от печат вторият му голям труд „Из общественото и културно минало на Габрово“.

## Дарителство
Сем. Стоянка и д-р Петър Цончеви нямат деца. През целия си живот са активни дарители.
- На 5 февруари 1934 г., като анонимен благодетел, дарява 100 000 лв. на Регионална библиотека „Априлов – Палаузов“ – Габрово.
- Д-р Цончев възстановява фонда „Бедни ученици“, основан от Васил Карагьозов. На 28 октомври 1935 г. дарява 100 000 лв. на Априловската гимназия за този фонд.
- През 1935 година подарява цялата си библиотека от около 1500 тома на Народната библиотека „Априлов – Палаузов“, Габрово.
- През 1937 г. неговата съпруга Стоянка дарява 250 000 лв. за построяване на гимнастически салон в двора на Априловската гимназия. Д-р Цончев добавя още 50 000 лв. Благодарение на щедрото им дарение през 1940 г. зданието е завършено и учениците са се учили на спортни умения там.

## Признателност
- В знак на дълбока признателност към заслугите на д-р Петър Цончев за съхраняване жива Габровската памет, за подпомагане на учениците и обществото, на 9 ноември 1937 г., по случай неговия 70-годишен юбилей, е провъзгласен за почетен гражданин на гр. Габрово.
- През 2007 г. в парка до Регионална библиотека „Априлов – Палаузов“ – Габрово е поставен бюст паметник на д-р Цончев, изработен от скулптура Адриан Новаков.